# Branišovice (Římov)
Branišovice (dříve též Branšovice, německy Branschowitz) jsou vesnice, část obce Římov v okrese České Budějovice v Jihočeském kraji. Nachází se asi 1,5 kilometru východně od Římova. Je zde evidováno 53 adres. V roce 2011 zde trvale žilo 96 obyvatel.
Branišovice leží v katastrálním území Branišovice u Římova o rozloze 4,43 km². V katastrálním území Branišovice u Římova leží i Kladiny.

## Historie
Samotná vesnice byla založena pravděpodobně ve 13. století. První písemná zmínka o ní pochází z roku 1398.
Vesnice patřila drobným šlechtickým rodům.

## Obyvatelstvo
| Rok            | 1869 | 1880 | 1890 | 1900 | 1910 | 1921 | 1930 | 1950 | 1961 | 1970 | 1980 | 1991 | 2001 | 2011 | 2021 |
| -------------- | ---- | ---- | ---- | ---- | ---- | ---- | ---- | ---- | ---- | ---- | ---- | ---- | ---- | ---- | ---- |
| Počet obyvatel | 180  | 210  | 237  | 253  | 262  | 239  | 209  | 143  | 133  | 97   | 96   | 72   | 73   | 96   | 85   |
| Počet domů     | 22   | 28   | 28   | 30   | 34   | 37   | 39   | 51   | 46   | 33   | 31   | 45   | 44   | 47   | 46   |

## Obecní správa
Od vzniku obecního zřízení roku 1850 do roku 1924 byly Branišovice součástí obce Sedlce, v letech 1924–1960 byly samostatnou obcí. 12. června 1960 se staly částí obce Mokrý Lom a 14 června 1964 se i s ním staly součástí Římova. 24. listopadu 1990 se Mokrý Lom znovu osamostatnil, Branišovice však zůstaly součástí Římova.

## Pamětihodnosti
Západně od vesnice se na ostrožně mezi řekou Malší a Lomským potokem nachází památkově chráněný areál slovanského hradiště z 8.–9. století. Hradiště se skládá z malé akropole a dvou rozlehlejších předhradí, které od sebe byly odděleny opevněním, z něhož zbyly pozůstatky tří valů. Hradiště patřilo k jedenácti nejstarším slovanským sídlištím v jižních Čechách. V raném středověku zřejmě plnilo funkci mocenského centra pro širší oblast.